# كلجبرين
كلجبرين قرية في منطقة اعزاز في محافظة حلب. تقع على بعد حوالي 40 كم شمال مدينة حلب. تتوسط مدن مارع وتل رفعت واعزاز. يبلغ عدد سكانها 25 ألف نسمة يعمل معظمهم في زراعة الزيتون والفستق الحلبي والكرمة.